# Stylaster robustus
Stylaster robustus är en nässeldjursart som först beskrevs av Stephen D. Cairns 1983.  Stylaster robustus ingår i släktet Stylaster och familjen Stylasteridae.
Artens utbredningsområde är Södra Ishavet. Inga underarter finns listade i Catalogue of Life.